# NGC 6094
NGC 6094 је лентикуларна галаксија у сазвежђу Мали медвед која се налази на NGC листи објеката дубоког неба.
Деклинација објекта је + 72° 29' 42" а ректасцензија 16h 6m 33,8s. Привидна величина (магнитуда) објекта NGC 6094 износи 13,8 а фотографска магнитуда 14,8. NGC 6094 је још познат и под ознакама UGC 10228, MCG 12-15-52, CGCG 338-45, NPM1G +72.0141, PGC 57167.